# 妮基塔·格拉斯诺维奇
妮基塔·格拉斯诺维奇（1995年1月17日—），瑞典、克罗地亚女子跆拳道运动员，2015年欧洲运动会女子57公斤级铜牌得主、2017年世界跆拳道锦标赛女子57公斤级铜牌得主。